# Linia U2 metra w Norymberdze
U2 – druga linia norymberskiego metra. W 2020 roku liczyła 16 stacji.

## Historia
Południowa odnoga linii U2 została zbudowana w latach 1978–1984, dwa lata później pociągi dotarły do Röthenbach. Północny odcinek linii był otwierany etapami do 1996 roku, kiedy to otwarto stacje do Herrnhütte. Przedłużenie do miejskiego lotniska, liczące 3,3 km długości i 2 stacje, otwarto w 1999 r.

## Charakterystyka
Linia U2 jest całkowicie podziemna, choć na stację Opernhaus przedostaje się światło słoneczne. Wszystkie stacje mają perony wyspowe. W 2009 rozpoczęto próbne jazdy testowe całkowicie autonomicznych składów, które mogą poruszać się bez potrzeby obecności maszynisty. Stałą eksploatację bez maszynistów rozpoczęto 2 stycznia 2010. Linię obsługują składy czterowagonowe w godzinach szczytu, i dwuwagonowe poza szczytem.